# Sabah Bizi
Sabah Bizi (Scutari, 13 novembre 1946 – Scutari, 16 gennaio 2025) è stato un calciatore albanese, di ruolo centrocampista.

## Carriera

### Nazionale
Collezionò 15 presenze ed un gol con la Nazionale albanese.